# Edifici la TASA
L'edifici TASA o garatge TASA és un edifici de la ciutat de Gandia (Safor), al creuament del camí del Grau amb la carretera cap Alacant.
Aquest emplaçament se situa a l'eixida sud de la ciutat, i apareix immediatament a la vista en creuar el pont d'entrada a Gandia venint des d'Alacant.
L'arquitecte de l'edifici fou Alfonso Fungairiño Nebot, qui en 1934 projecta una construcció que consisteix bàsicament en una estació de servei amb un taller de reparacions i un garatge per automòbils a la planta baixa, la primera planta per a oficines i les tres restants per a habitatges.

## Descripció
L'antiga estació de servei (avui dia no funciona com a tal i els baixos estan tancats) està situada estratègicament en el cantó de dues grans vies, quan es construí encara més importants, i es desenvolupa a partir de dues pistes de radis calculats per a la fàcil maniobra de vehicles grans. El taller de reparacions i el garatge tenien el seu accés al cantó que cau al carrer transversal secundari, rebent la il·luminació a través d'aquest carrer i compartien un espai que es desenvolupa en 40 metres de profunditat. Aquesta distribució fa que el resultat siga de gran diafanitat, la planta s'allibera pel desplaçament cap a la façana dels nuclis d'escala i per l'esveltesa dels pocs suports que recauen a la planta baixa.

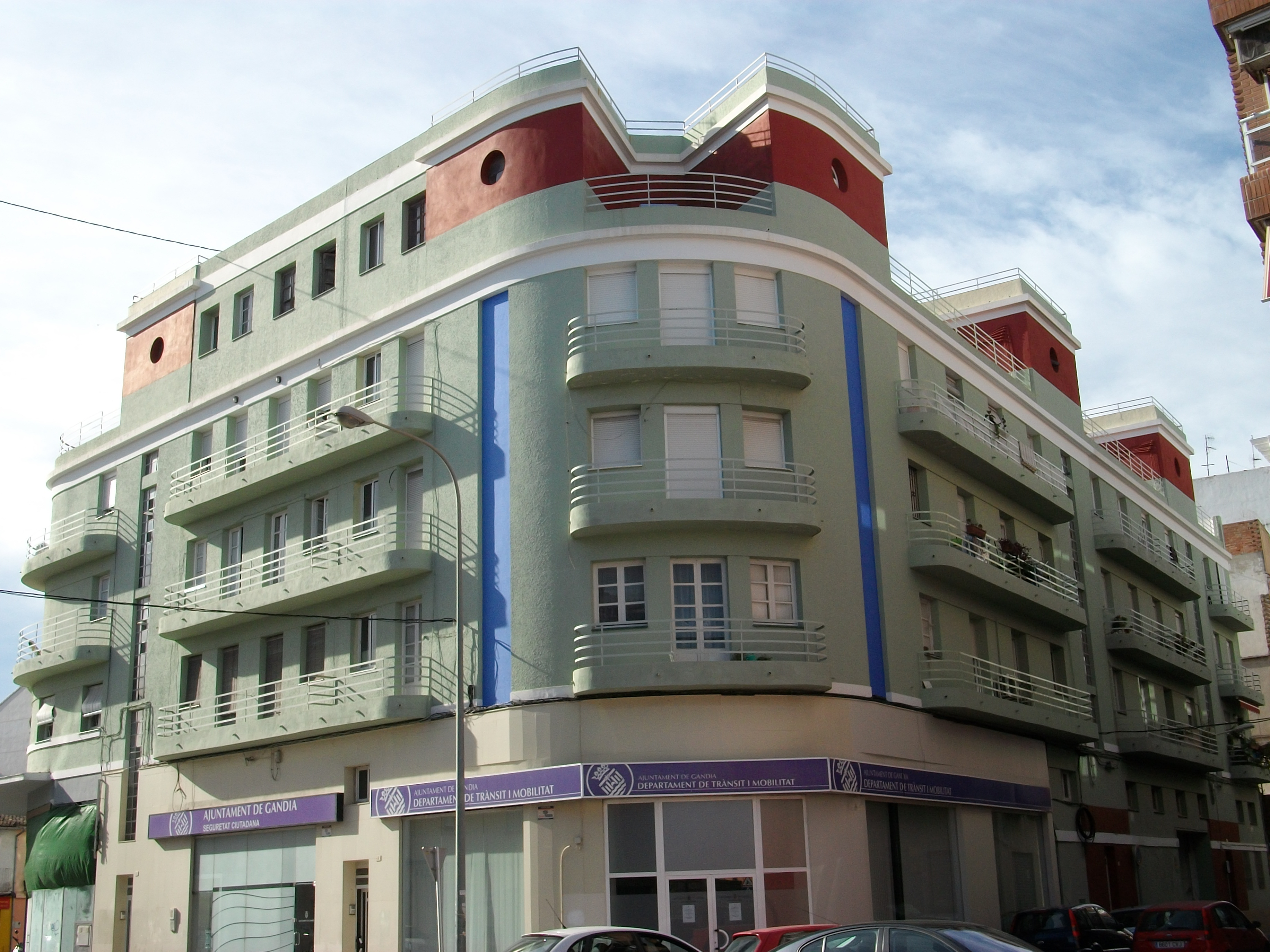
Part posterior de l'edifici

Els habitatges es disposen a partir de la segona altura, segons el sistema d'agregació; sobre l'estació de servei del xamfrà principal se situen quatre habitatges en dos plantes, dues per planta i cadascuna amb el seu propi nucli d'escala. Les quinze que queden ocupen la línia de façana del carrer posterior i es disposen en tres plantes (a cinc per planta) amb dos nuclis d'escales que serveixena dos habitatges per planta i un altre que ho fa a un habitatge per planta.
Es planteja una solució dels volums de l'edifici a partir de la contraposició de plànols concaus i convexos, a la planta baixa s'insriuen en un pla còncau, generant un espai on se situen els surtidors. Aquest espai contrasta amb la seua coberta, la qual és convexa, igual que la primera planta destinada a oficines. Al pis superior el plànol que forma el cantó torna a ser còncau, i genera un gran espai delimitat a la seua part superior per les terrasses de la primera planta d'habitatges. El remat el constitueix una cornisa on s'allotjà el rètol del garatge centrat al xamfrà. El tractament de les façanes fa possible una lectura immediata de l'edifici. Les plantes s'inscriuen a bandes horitzontals separades per les línies corresponents als cantons de ferro forjat que es diferencien de les primeres pel color i recorren tot el perímetre de l'edifici, incloent els cantons dels balcons. Els nuclis d'escala irrompen aquestes bandes, manifestant-se a la planta de les cobertes creant una solució curiosa de remat, a manera de volums cúbics emergents. Les finestres es resolen amb una sèrie regular de buits iguals sobre les bandes horitzontals descrites abans. La síntesi de tots aquests elements creen una imatge de l'edifici de la TASA d'una gran riquesa plàstica amb una destacada interacció dels volums i una forta expressivitat; expressivitat que no es trenca pels condicionants funcionals.
Tot l'edifici es fa seguint un llenguatge modern, on l'autor reprén les referències als elements nàutics de quan treballà junt Javier Goerlich sobre el Club Nàutic de València. Són bastants abundants els balcons en corba que recordena popes, finestres circulars a manera dels ulls de bou o el tractament de les baranes amb perfils de tub horitzontals. La formalització de les façanes a bandes, el senzill joc de volums o els paraments cilíndrics formen part del llenguatge racionalista.